# Mingechevir vandkraftværk
Mingechevir vandkraftværk er en dæmning med vandkraftværk på floden Kura i det nordvestlige Aserbajdsjan. Anlægget er placeret ved byen Mingechevir (100 000 indbyggere), og søen Mingetsjevir reservoiret, der er på 605 km².
Vandkraftværket har en istalleret produktionskapacitet på 402 MW, og en årlig produktion på 1,4 TWh. Den første fase af dæmningen og kraftværk blev afsluttet i 1953, og seneste fase blev afsluttet i 2000.
Reservoiret er 70 km langt og 3-18 km bredt og har et volumen på 15,6 km³. Vandet anvendes til kunstvanding af 10.000 km².